# قائمة السيدات الأول للولايات المتحدة
السيدة الأولى للولايات المتحدة (الجمع: السيدات الأُوَل)، هي المضيفة الرسمية للبيت الأبيض. عادةً ما تشغل هذا المنصب زوجة رئيس الولايات المتحدة، ولكن في بعض الحالات، مُنح اللقب لنساء لم يكنّ زوجات للرؤساء، في حال كان الرئيس أعزب أو أرمل، أو عندما لم تكن زوجة الرئيس قادرة على أداء مهام السيدة الأولى. لا يُعد منصب السيدة الأولى منصبًا منتخبًا، ولا يحمل أي واجبات رسمية، كما أنه لا يتضمن راتبًا. ومع ذلك، تحضر السيدة الأولى العديد من المراسم والفعاليات الرسمية، إما برفقة الرئيس أو بدلاً عنه.
تقليديًا، لا تتولى السيدة الأولى وظائف خارجية خلال فترة شغلها المنصب، لكن بعض الاستثناءات وُجدت، مثل إليانور روزفلت التي كسبت المال من الكتابة وإلقاء المحاضرات لكنها تبرعت بمعظمه للأعمال الخيرية، وجيل بايدن التي واصلت عملها في مجال التعليم أثناء فترة توليها الدور.
تتمتع السيدة الأولى بفريق عمل خاص بها، يضم السكرتيرة الاجتماعية للبيت الأبيض، ورئيسة الأركان، والسكرتيرة الصحفية، ورئيسة تصميم الزهور، والطاهي التنفيذي. كما يتولى مكتب السيدة الأولى مسؤولية جميع الفعاليات الاجتماعية والاحتفالية في البيت الأبيض، وهو فرع من المكتب التنفيذي للرئيس.

على مدار التاريخ، بلغ عدد السيدات الأول 55 سيدة، بينهن 44 رسمية و11 مؤقتة، وذلك عبر 47 فترة ولاية. ويرجع هذا التفاوت إلى أن بعض الرؤساء كان لديهم أكثر من سيدة أولى خلال فترة حكمهم. وبعد تنصيب دونالد ترامب في 20 يناير 2025، أصبحت زوجته ميلانا ترامب السيدة الأولى الرسمية الـ44.

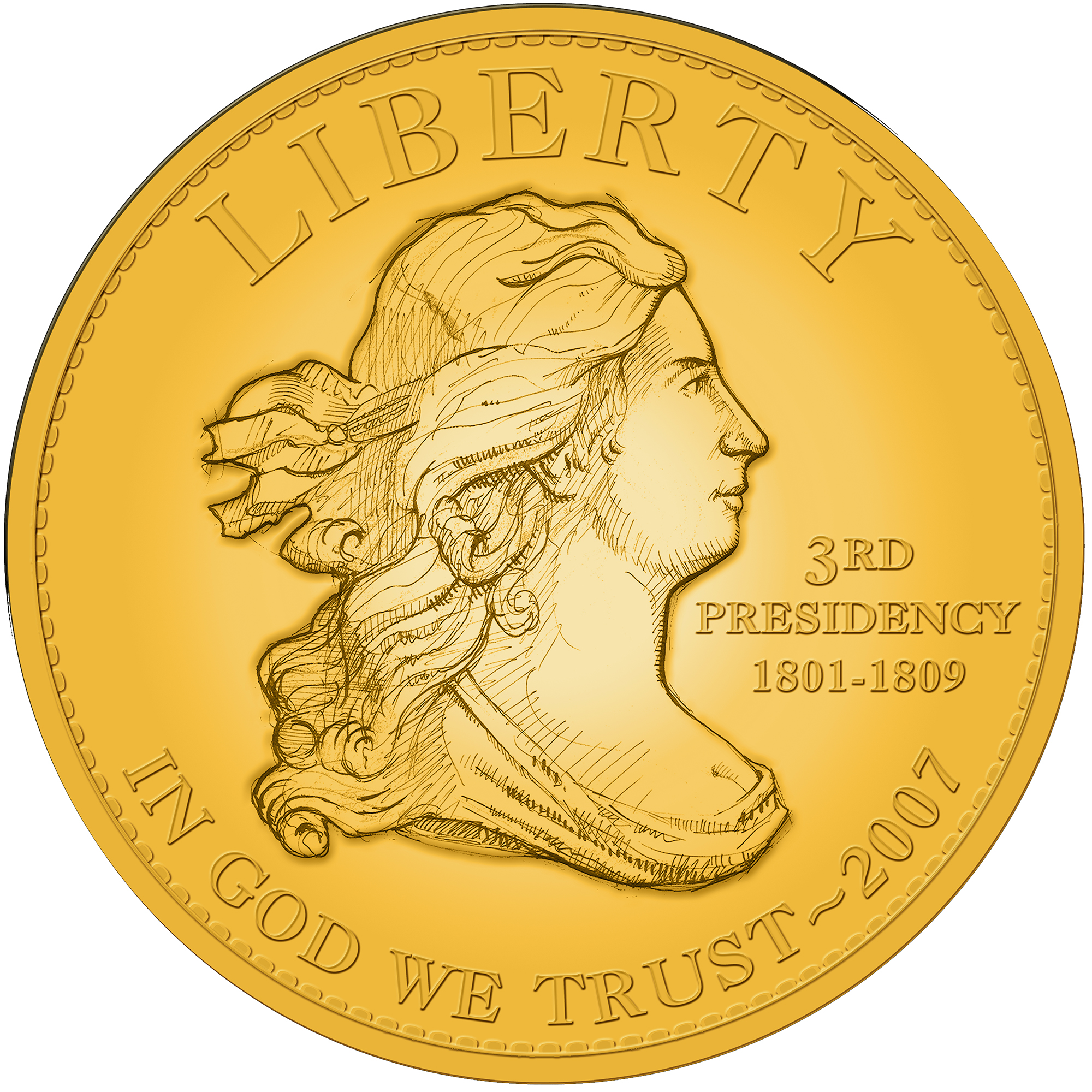
الوجه العلوي للعملة في عهد توماس جيفرسون

كانت مارثا واشنطن أول سيدة أولى للولايات المتحدة، كونها زوجة الرئيس جورج واشنطن. أما الرئيسان جون تايلر ووودرو ويلسون، فقد كان لكل منهما سيدتان أوليان رسميتان، حيث تزوج كل منهما مرة ثانية خلال فترة رئاسته.
توفيت زوجات أربعة رؤساء أثناء شغل أزواجهن المنصب، لكنهن ما زلن يُعتبرن سيدات أوليات وفقًا للبيت الأبيض والمكتبة الوطنية للسيدات الأوائل. من بين هؤلاء مارثا جيفرسون راندولف، زوجة توماس جيفرسون، التي أدّت دور السيدة الأولى رغم وفاتها قبل أن يصبح اللقب رسميًا. كذلك، سارة جاكسون، زوجة أندرو جاكسون، التي شاركت في العديد من المناسبات الرسمية، وهانا فان بيورين، زوجة مارتن فان بيورين، التي توفيت قبل توليه الرئاسة، ولكنها ظلت تُذكر بصفتها السيدة الأولى. بالإضافة إلى ذلك، كانت ماري مسيلروي، زوجة تشستر آرثر، من بين السيدات الأوائل اللواتي توفين أثناء ولاية أزواجهن.
إلى جانب ذلك، هناك امرأة واحدة لم تكن متزوجة من رئيس ولكنها اعتُبرت رسميًا السيدة الأولى، وهي هارييت لين، ابنة شقيق الرئيس جيمس بوك، حيث قامت بأداء المهام الاجتماعية لهذا المنصب خلال فترة رئاسته.
في عام 2007، بدأت الولايات المتحدة بإصدار عملات ذهبية بقيمة 10 دولارات (نصف أونصة) ضمن برنامج "الزوجة الأولى"، حيث حملت هذه العملات صور السيدات الأوائل على وجهها العلوي. وفي حال كان الرئيس أعزبًا أو أرملًا، تستبدل صورة السيدة الأولى برمز يجسد الحرية. وقد طُبّق هذا الأمر على العملات الصادرة في عهد توماس جيفرسون، أندرو جاكسون، مارتن فان بيورين، وجيمس بوك.

## السيدات الأوائل اللاتي على قيد الحياة
السيدات الأوائل على قيد الحياة اعتبارًا من فبراير 2025 (من الأكبر إلى الأصغر):
- لورا بوش
 (2001–2009)
ولدت 4 نوفمبر 1946
(age 78 سنوات و259 أيام)
- هيلاري كلينتون
(1993–2001)
ولدت 26 أكتوبر 1947
(age 77 سنوات و268 أيام)
- جيل بايدن
(2021–2025)
ولدت 3 يونيو 1951
(age 74 سنوات و48 أيام)
- ميشيل أوباما
(2009–2017)
ولدت 17 يناير 1964
(age 61 سنوات و185 أيام)
- ميلانيا ترامب
(2017–2021) & (2025–present)
ولدت 26 أبريل 1970
(age 55 سنوات و86 أيام)[10]

## السيدات الأوائل
| #  | صورة                          | السيدة الأولى                                | تاريخ الولادة  | تاريخ الزواج    | الرئيس (الزوج، إلا إذا وجدت ملاحظة بخلاف ذلك) | تاريخ تولي المنصب | العمر عند منح المنصب | تاريخ انتهاء المنصب | فترة التقاعد | تاريخ الوفاة   | فترة الحياة                      |
| -- | ----------------------------- | -------------------------------------------- | -------------- | --------------- | --------------------------------------------- | ----------------- | -------------------- | ------------------- | ------------ | -------------- | -------------------------------- |
| 1  | مارثا واشنطن                  | مارثا واشنطن                                 | 2 يونيو 1731   | يناير 6, 1759   | جورج واشنطن                                   | 30 أبريل 1789     | 57 سنوات و332 أيام   | 4 مارس 1797         | 1٬904 يوما   | 22 مايو 1802   | 25٬921 يوما (70 سنوات و354 أيام) |
| 2  | أبيجيل آدامز                  | أبيجيل آدامز                                 | 11 نوفمبر 1744 | أكتوبر 25, 1764 | جون آدامز                                     | 4 مارس 1797       | 52 سنوات و113 أيام   | 4 مارس 1801         | 6٬447 يوما   | 28 أكتوبر 1818 | 27٬013 يوما (73 سنوات و351 أيام) |
| 3  | مارثا جيفرسون راندولف         | مارثا جيفرسون راندولف                        | 27 سبتمبر 1772 | footnote        | توماس جفرسون* (والدها)                        | 4 مارس 1801       | 28 سنوات و158 أيام   | 4 مارس 1809         | 10٬082 يوما  | 10 أكتوبر 1836 | 23٬388 يوما (64 سنوات و13 أيام)  |
| 4  | دوللي ماديسون                 | دوللي ماديسون                                | 20 مايو 1768   | سبتمبر 14, 1794 | جيمس ماديسون                                  | 4 مارس 1809       | 40 سنوات و288 أيام   | 4 مارس 1817         | 11٬818 يوما  | 12 يوليو 1849  | 29٬637 يوما (81 سنوات و53 أيام)  |
| 5  | إليزابيث مونرو                | إليزابيث مونرو                               | 30 يونيو 1768  | فبراير 16, 1786 | جيمس مونرو                                    | 4 مارس 1817       | 48 سنوات و247 أيام   | 4 مارس 1825         | 2٬029 يوما   | 23 سبتمبر 1830 | 22٬729 يوما (62 سنوات و85 أيام)  |
| 6  | لويزا آدامز                   | لويزا آدامز                                  | 12 فبراير 1775 | يوليو 26, 1797  | جون كوينسي آدامز                              | 4 مارس 1825       | 50 سنوات و20 أيام    | 4 مارس 1829         | 9٬934 يوما   | 15 مايو 1852   | 28٬216 يوما (77 سنوات و93 أيام)  |
| 7  | إميلي دونلسون                 | إميلي دونلسون                                | 1 يونيو 1807   | footnote        | أندرو جاكسون* (عم\خال)                        | 4 مارس 1829       | 21 سنوات و276 أيام   | 19 ديسمبر 1836      | —            | 19 ديسمبر 1836 | 10٬794 يوما (29 سنوات و201 أيام) |
| 8  |                               | سارة جاكسون                                  | 16 يوليو 1803  | footnote        | أندرو جاكسون* (حموها)                         | 26 نوفمبر 1834    | 31 سنوات و133 أيام   | 4 مارس 1837         | 18٬434 يوما  | 23 أغسطس 1887  | 30٬719 يوما (84 سنوات و38 أيام)  |
| 9  | هانا فان بيورين               | هانا فان بيورين                              | 13 فبراير 1818 | footnote        | مارتن فان بيورين* (حموها)                     | 1 يناير 1839      | 20 سنوات و322 أيام   | 4 مارس 1841         | 13٬449 يوما  | 29 ديسمبر 1877 | 21٬869 يوما (59 سنوات و319 أيام) |
| 10 | آنا هاريسون                   | آنا هاريسون                                  | 25 يوليو 1775  | نوفمبر 22, 1795 | ويليام هنري هاريسون                           | 4 مارس 1841       | 65 سنوات و222 أيام   | 4 أبريل 1841        | 8٬362 يوما   | 25 فبراير 1864 | 32٬356 يوما (88 سنوات و215 أيام) |
| 11 | ليتيسيا تايلر                 | ليتيسيا تايلر                                | 12 نوفمبر 1790 | مارس 29, 1813   | جون تايلر                                     | 4 أبريل 1841      | 50 سنوات و143 أيام   | 10 سبتمبر 1842      | —            | 10 سبتمبر 1842 | 18٬929 يوما (51 سنوات و302 أيام) |
| 12 |                               | بريسيلا تايلر (née Cooper)                   | 14 يونيو 1816  | [ n 2 ]         | جون تايلر* (حموها)                            | 10 سبتمبر 1842    | 26 سنوات و88 أيام    | 26 يونيو 1844       | 16٬622 يوما  | 29 ديسمبر 1889 | 26٬861 يوما (73 سنوات و198 أيام) |
| 13 | جوليا تايلر                   | جوليا تايلر                                  | 17 مايو 1820   | يونيو 26, 1844  | جون تايلر                                     | 26 يونيو 1844     | 24 سنوات و53 أيام    | 4 مارس 1845         | 16٬199 يوما  | 10 يوليو 1889  | 25٬269 يوما (69 سنوات و54 أيام)  |
| 14 | سارة بوك                      | سارة بوك                                     | 4 سبتمبر 1803  | يناير 1, 1824   | جيمس بوك                                      | 4 مارس 1845       | 41 سنوات و181 أيام   | 4 مارس 1849         | 15٬503 يوما  | 14 أغسطس 1891  | 32٬121 يوما (87 سنوات و344 أيام) |
| 15 | مارغريت تايلور                | مارغريت تايلور                               | 21 سبتمبر 1788 | يونيو 21, 1810  | زكاري تايلور                                  | 4 مارس 1849       | 60 سنوات و164 أيام   | 9 يوليو 1850        | 767 يوما     | 14 أغسطس 1852  | 23٬337 يوما (63 سنوات و328 أيام) |
| 16 | أبيجيل فيلمور                 | أبيجيل فيلمور                                | 13 مارس 1798   | فبراير 5, 1826  | ميلارد فيلمور                                 | 9 يوليو 1850      | 52 سنوات و118 أيام   | 4 مارس 1853         | 26 يوما      | 30 مارس 1853   | 20٬105 يوما (55 سنوات و17 أيام)  |
| 17 | جين بيرس                      | جين بيرس                                     | 12 مارس 1806   | نوفمبر 19, 1834 | فرانكلين بيرس                                 | 4 مارس 1853       | 46 سنوات و357 أيام   | 4 مارس 1857         | 2٬464 يوما   | 2 ديسمبر 1863  | 21٬084 يوما (57 سنوات و265 أيام) |
| 18 | هارييت لين                    | هارييت لين                                   | 9 مايو 1830    | [ n 4 ]         | جيمس بيوكانان* (عم\خال)                       | 4 مارس 1857       | 26 سنوات و299 أيام   | 4 مارس 1861         | 15٬460 يوما  | 3 يوليو 1903   | 26٬717 يوما (73 سنوات و55 أيام)  |
| 19 | ماري تود لينكولن              | ماري تود لينكولن                             | 13 ديسمبر 1818 | نوفمبر 4, 1842  | أبراهام لينكون                                | 4 مارس 1861       | 42 سنوات و81 أيام    | 15 أبريل 1865       | 6٬301 يوما   | 16 يوليو 1882  | 23٬226 يوما (63 سنوات و215 أيام) |
| 20 | إليزا جونسون                  | إليزا جونسون                                 | 4 أكتوبر 1810  | مايو 17, 1827   | أندرو جونسون (رئيس)                           | 15 أبريل 1865     | 54 سنوات و193 أيام   | 4 مارس 1869         | 2٬508 يوما   | 15 يناير 1876  | 23٬844 يوما (65 سنوات و103 أيام) |
| 21 | جوليا غرانت                   | جوليا غرانت                                  | 26 يناير 1826  | أغسطس 22, 1848  | يوليسيس جرانت                                 | 4 مارس 1869       | 43 سنوات و37 أيام    | 4 مارس 1877         | 9٬415 يوما   | 14 ديسمبر 1902 | 28٬080 يوما (76 سنوات و322 أيام) |
| 22 | لوسي هايس                     | لوسي هايس                                    | 28 أغسطس 1831  | ديسمبر 30, 1852 | رذرفورد هايز                                  | 4 مارس 1877       | 45 سنوات و188 أيام   | 4 مارس 1881         | 3٬035 يوما   | 25 يونيو 1889  | 21٬121 يوما (57 سنوات و301 أيام) |
| 23 | لوكريشيا غارفيلد              | لوكريشيا غارفيلد                             | 19 أبريل 1832  | نوفمبر 11, 1858 | جيمس جارفيلد                                  | 4 مارس 1881       | 48 سنوات و319 أيام   | 19 سبتمبر 1881      | 13٬324 يوما  | 14 مارس 1918   | 31٬374 يوما (85 سنوات و329 أيام) |
| 24 | ماري مسيلروي                  | ماري مسيلروي                                 | 5 يوليو 1841   | footnote        | تشستر آرثر* (أخوها)                           | 19 سبتمبر 1881    | 40 سنوات و76 أيام    | 4 مارس 1885         | 11٬632 يوما  | 8 يناير 1917   | 27٬580 يوما (75 سنوات و187 أيام) |
| 25 | روز كليفلاند                  | روز كليفلاند                                 | 13 يونيو 1846  | footnote        | جروفر كليفلاند* (أخوها)                       | 4 مارس 1885       | 38 سنوات و264 أيام   | 2 يونيو 1886        | 11٬860 يوما  | 22 نوفمبر 1918 | 26٬459 يوما (72 سنوات و162 أيام) |
| 26 | فرانسيس كليفلاند              | فرانسيس كليفلاند                             | 21 يوليو 1864  | يونيو 2, 1886   | جروفر كليفلاند                                | 2 يونيو 1886      | 21 سنوات و316 أيام   | 4 مارس 1889         | 1٬461 يوما   | 29 أكتوبر 1947 | 30٬414 يوما (83 سنوات و100 أيام) |
| 27 | كارولين هاريسون               | كارولين هاريسون                              | 1 أكتوبر 1832  | أكتوبر 20, 1853 | بنجامين هاريسون                               | 4 مارس 1889       | 56 سنوات و154 أيام   | 25 أكتوبر 1892      | —            | 25 أكتوبر 1892 | 21٬939 يوما (60 سنوات و24 أيام)  |
| 28 | ماري هاريسون                  | ماري هاريسون                                 | 3 أبريل 1858   | footnote        | بنجامين هاريسون* (والدها)                     | 25 أكتوبر 1892    | 34 سنوات و205 أيام   | 4 مارس 1893         | 13٬751 يوما  | 28 أكتوبر 1930 | 26٬505 يوما (72 سنوات و208 أيام) |
| 29 | Portrait of Frances Cleveland | فرانسيس كليفلاند (née Folsom; later Preston) | 21 يوليو 1864  | يونيو 2, 1886   | جروفر كليفلاند                                | 4 مارس 1893       | 28 سنوات و226 أيام   | 4 مارس 1897         | 18٬500 يوما  | 29 أكتوبر 1947 | 30٬414 يوما (83 سنوات و100 أيام) |
| 30 | إيدا مكينلي                   | إيدا مكينلي                                  | 8 يونيو 1847   | يناير 25, 1871  | ويليام مكينلي                                 | 4 مارس 1897       | 49 سنوات و269 أيام   | 14 سبتمبر 1901      | 2٬080 يوما   | 26 مايو 1907   | 21٬901 يوما (59 سنوات و352 أيام) |
| 31 | إديث روزفلتt                  | إديث روزفلت                                  | 6 أغسطس 1861   | ديسمبر 2, 1886  | ثيودور روزفلت                                 | 14 سبتمبر 1901    | 40 سنوات و39 أيام    | 4 مارس 1909         | 14٬455 يوما  | 30 سبتمبر 1948 | 31٬831 يوما (87 سنوات و55 أيام)  |
| 32 |                               | هيلين تافت                                   | 2 يونيو 1861   | يونيو 19, 1886  | ويليام هوارد تافت                             | 4 مارس 1909       | 47 سنوات و275 أيام   | 4 مارس 1913         | 11٬036 يوما  | 22 مايو 1943   | 29٬938 يوما (81 سنوات و354 أيام) |
| 33 | إلين ويلسون                   | إلين ويلسون                                  | 15 مايو 1860   | يونيو 24, 1885  | وودرو ويلسون                                  | 4 مارس 1913       | 52 سنوات و293 أيام   | 6 أغسطس 1914        | —            | 6 أغسطس 1914   | 19٬805 يوما (54 سنوات و83 أيام)  |
| 34 | مارغريت ويلسون                | مارغريت ويلسون                               | 16 أبريل 1886  | [ n 6 ]         | وودرو ويلسون* (والدها)                        | 6 أغسطس 1914      | 28 سنوات و112 أيام   | 18 ديسمبر 1915      | 10٬283 يوما  | 12 فبراير 1944 | 21٬120 يوما (57 سنوات و302 أيام) |
| 35 | إديث ويلسون                   | إديث ويلسون                                  | 15 أكتوبر 1872 | ديسمبر 18, 1915 | وودرو ويلسون                                  | 18 ديسمبر 1915    | 43 سنوات و64 أيام    | 4 مارس 1921         | 14٬909 يوما  | 28 ديسمبر 1961 | 32٬580 يوما (89 سنوات و74 أيام)  |
| 36 | فلورنسا هاردينغ               | فلورنسا هاردينغ                              | 15 أغسطس 1860  | يوليو 8, 1891   | وارن جي. هاردينغ                              | 4 مارس 1921       | 60 سنوات و201 أيام   | 2 أغسطس 1923        | 477 يوما     | 21 نوفمبر 1924 | 23٬473 يوما (64 سنوات و98 أيام)  |
| 37 | غريس كوليدج                   | غريس كوليدج                                  | 3 يناير 1879   | أكتوبر 4, 1905  | كالفين كوليدج                                 | 2 أغسطس 1923      | 44 سنوات و211 أيام   | 4 مارس 1929         | 10٬353 يوما  | 8 يوليو 1957   | 28٬675 يوما (78 سنوات و186 أيام) |
| 38 | لو هوفر                       | لو هوفر                                      | 29 مارس 1874   | فبراير 10, 1899 | هربرت هوفر                                    | 4 مارس 1929       | 54 سنوات و340 أيام   | 4 مارس 1933         | 3٬961 يوما   | 7 يناير 1944   | 25٬485 يوما (69 سنوات و284 أيام) |
| 39 | إليانور روزفلت                | إليانور روزفلت                               | 11 أكتوبر 1884 | مارس 17, 1905   | فرانكلين روزفلت                               | 4 مارس 1933       | 48 سنوات و144 أيام   | 12 أبريل 1945       | 6٬418 يوما   | 7 نوفمبر 1962  | 28٬515 يوما (78 سنوات و27 أيام)  |
| 40 | باس ترومان                    | باس ترومان                                   | 13 فبراير 1885 | يونيو 28, 1919  | هاري ترومان                                   | 12 أبريل 1945     | 60 سنوات و58 أيام    | 20 يناير 1953       | 10٬863 يوما  | 18 أكتوبر 1982 | 35٬675 يوما (97 سنوات و247 أيام) |
| 41 | مامي ايزنهاور                 | مامي ايزنهاور                                | 14 نوفمبر 1896 | يوليو 1, 1916   | دوايت أيزنهاور                                | 20 يناير 1953     | 56 سنوات و67 أيام    | 20 يناير 1961       | 6٬859 يوما   | 1 نوفمبر 1979  | 30٬301 يوما (82 سنوات و352 أيام) |
| 42 | Pجاكلين كينيدي                | جاكلين كينيدي                                | 28 يوليو 1929  | سبتمبر 12, 1953 | جون كينيدي                                    | 20 يناير 1961     | 31 سنوات و176 أيام   | 22 نوفمبر 1963      | 11٬136 يوما  | 19 مايو 1994   | 23٬671 يوما (64 سنوات و295 أيام) |
| 43 | ليدي بيرد جونسون              | ليدي بيرد جونسون                             | 22 ديسمبر 1912 | نوفمبر 17, 1934 | ليندون جونسون                                 | 22 نوفمبر 1963    | 50 سنوات و335 أيام   | 20 يناير 1969       | 14٬051 يوما  | 11 يوليو 2007  | 34٬534 يوما (94 سنوات و201 أيام) |
| 44 | بات نيكسون                    | بات نيكسون                                   | 16 مارس 1912   | يونيو 21, 1940  | ريتشارد نيكسون                                | 20 يناير 1969     | 56 سنوات و310 أيام   | 9 أغسطس 1974        | 6٬892 يوما   | 22 يونيو 1993  | 29٬683 يوما (81 سنوات و98 أيام)  |
| 45 | بيتي فورد                     | بيتي فورد                                    | 8 أبريل 1918   | أكتوبر 15, 1948 | جيرالد فورد                                   | 9 أغسطس 1974      | 56 سنوات و123 أيام   | 20 يناير 1977       | 12٬587 يوما  | 8 يوليو 2011   | 34٬059 يوما (93 سنوات و91 أيام)  |
| 46 | روزالين سميث كارتر            | روزالين سميث كارتر                           | 18 أغسطس 1927  | يوليو 7, 1946   | جيمي كارتر                                    | 20 يناير 1977     | 49 سنوات و155 أيام   | 20 يناير 1981       | 16٬253 يوما  | 2025 - 07 - 21 | 35٬767 يوما (97 سنوات و337 أيام) |
| 47 | نانسي ريغان                   | نانسي ريغان                                  | 6 يوليو 1921   | مارس 4, 1952    | رونالد ريغان                                  | 20 يناير 1981     | 59 سنوات و198 أيام   | 20 يناير 1989       | 13٬331 يوما  | 6 مارس 2016    | 38٬001 يوما (104 سنوات و15 أيام) |
| 48 |                               | باربرا بوش                                   | 8 يونيو 1925   | يناير 6, 1945   | جورج بوش الأب                                 | 20 يناير 1989     | 63 سنوات و226 أيام   | 20 يناير 1993       | 11٬870 يوما  | 2025 - 07 - 21 | 36٬568 يوما (100 سنوات و43 أيام) |
| 49 | هيلاري كلينتون                | هيلاري كلينتون                               | 26 أكتوبر 1947 | أكتوبر 11, 1975 | بيل كلينتون                                   | 20 يناير 1993     | 45 سنوات و86 أيام    | 20 يناير 2001       | 8٬948 يوما   | 2025 - 07 - 21 | 28٬393 يوما (77 سنوات و268 أيام) |
| 50 | لورا بوش                      | لورا بوش                                     | 4 نوفمبر 1946  | نوفمبر 5, 1977  | جورج دبليو بوش                                | 20 يناير 2001     | 54 سنوات و77 أيام    | 20 يناير 2009       | 6٬026 يوما   | 2025 - 07 - 21 | 28٬749 يوما (78 سنوات و259 أيام) |
| 51 | ميشيل أوباما                  | ميشيل أوباما                                 | 17 يناير 1964  | أكتوبر 3, 1992  | باراك أوباما                                  | 20 يناير 2009     | 45 سنوات و3 أيام     | 20 يناير 2017       |              | 2025 - 07 - 21 | 22٬466 يوما (61 سنوات و185 أيام) |
| 52 | ميلانيا ترامب                 | ميلانيا ترامب                                | 26 أبريل 1970  | أكتوبر 22, 2005 | دونالد ترامب                                  | 20 يناير 2017     | 46 سنوات و197 أيام   | 20 يناير 2021       |              | 2025 - 07 - 21 | 20٬175 يوما (55 سنوات و86 أيام)  |
| 53 | جيل بايدن                     | جيل بايدن                                    | 3 يونيو 1951   | يونيو 17, 1977  | جو بايدن                                      | 20 يناير 2021     | 69 سنوات و231 أيام   | في المنصب           |              | 2025 - 07 - 21 | 27٬077 يوما (74 سنوات و48 أيام)  |

## روابط خارجية
- The First Ladies – البيت الأبيض
- Biographies of the First Ladies of the United States of America نسخة محفوظة 10 مارس 2020 على موقع واي باك مشين. – National First Ladies' Library
- First Ladies National Historic Site